# Соловйов Ігор Володимирович
І́гор Володи́мирович Соловйо́в — сержант Збройних сил України, учасник російсько-української війни.

## Нагороди
- орден «За мужність» III ступеня — нагороджений Указом Президента України 366/2015 від 27 червня 2015 року за особисту мужність і героїзм, виявлені у захисті державного суверенітету та територіальної цілісності України, вірність військовій присязі.